# 1er régiment de spahis marocains
Ne pas confondre ce régiment dissous en 1945 avec le 1er Régiment de marche de spahis marocains (1er RMSM) de la 2e Guerre mondiale.
Le 1er régiment de spahis marocains (1er RSM)  est un régiment français de cavalerie, de l'armée d'Afrique, créé en 1914. Dissous en 1945, son nom et ses traditions sont conservés par le 1er régiment de marche de spahis marocains (1er RMSM), issu des hommes du 1er RSM ralliés à la France libre.
Il s'illustre particulièrement au cours de la Première Guerre mondiale, au sein de l'Armée française d'Orient, en Macédoine, en Albanie et en Serbie, où il obtient cinq citations à l’ordre de l’Armée, deux ordres serbes, un ordre roumain et un ordre marocain ainsi que la fourragère aux couleurs de la Médaille militaire, puis pendant les campagnes du Levant (1920-1927) où il reçoit la fourragère aux couleurs du ruban de la Croix de guerre des Théâtres d'opérations extérieurs.
En 1940, il est le régiment de cavalerie le plus décoré de l’Armée française. Son étendard est le seul des emblèmes des unités de cavalerie à être décoré de la fourragère aux couleurs de la Médaille militaire.

## Création et différentes dénominations
- 1914 : Régiment de Marche de Chasseurs Indigènes à cheval (RMCIC)
- 1915 : Régiment de Marche de Spahis Marocains (RMSM)
- 1920 : 1er Régiment de Marche Spahis Marocains (1er RMSM)
- 1921 : 21e Régiment de Spahis Marocains (21e RSM)
- 1929 : 1er Régiment de Spahis Marocains (1er RSM).
- 1942 - 1945 : 1er Régiment de Spahis Marocains, différent du Régiment de Marche de Spahis Marocains (FFL)
- 1945 : dissous

## Chefs de corps

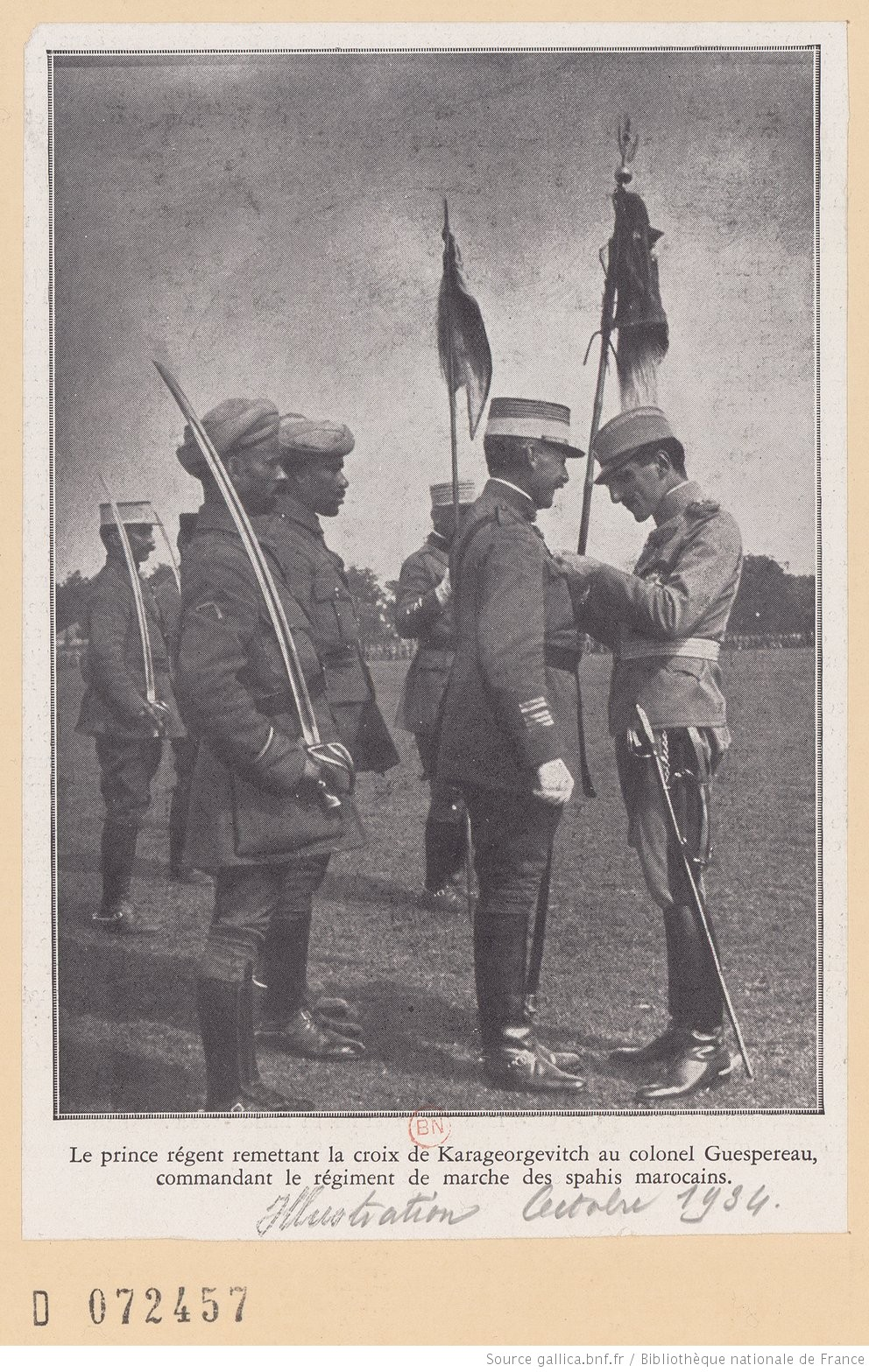
Le colonel Guespereau reçoit la médaille de l'Ordre de l'Étoile de Karageorge des mains du régent Alexandre Karađorđević, vers 1918.

- 1914-avril 1918 : colonel Gustave Dupertuis
- avril 1918-décembre 1919 : colonel Edmond Guespereau (1871-1962)[2]
- décembre 1919-1928 : colonel Charles Massiet (1877-1947)[3]
- 1928-1932 : colonel Holtz
- 1932-1934 : colonel Langlois
- 1934-1939 : colonel Bastien
- 1939-1940 : colonel Trémeau
- 1940-1941 : lieutenant-colonel de Chaléon
- 1940-1941 : colonel Martin
- 1943-1945 : colonel Michon

## Historique des garnisons, campagnes et batailles

### Première Guerre mondiale

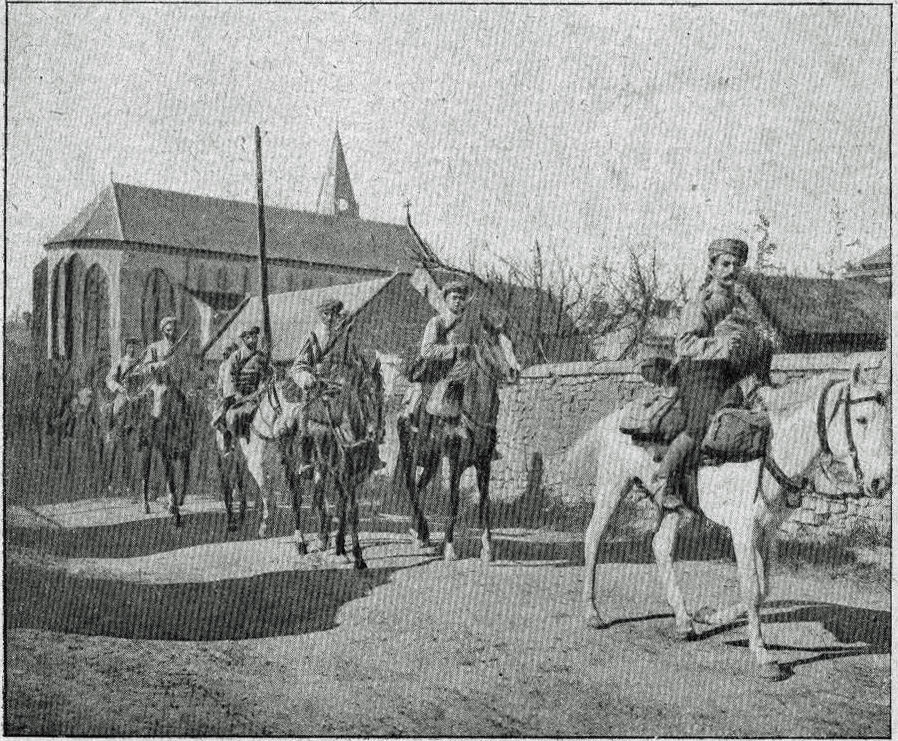
Photographie dans Pages de Gloire du 4 juillet 1915.

#### Premiers combats en France
En août 1914 le général Lyautey réussit à faire accepter la création d'un régiment regroupant des escadrons de spahis marocains. Il prend le nom de Régiment de marche de chasseurs indigènes (RMCIC) puis de Régiment de marche de spahis marocains (RMSM) le 1er janvier 1915.
Ce régiment combat en France à cheval puis dans les tranchées à partir du printemps 1915.

#### Sur les fronts d'Orient

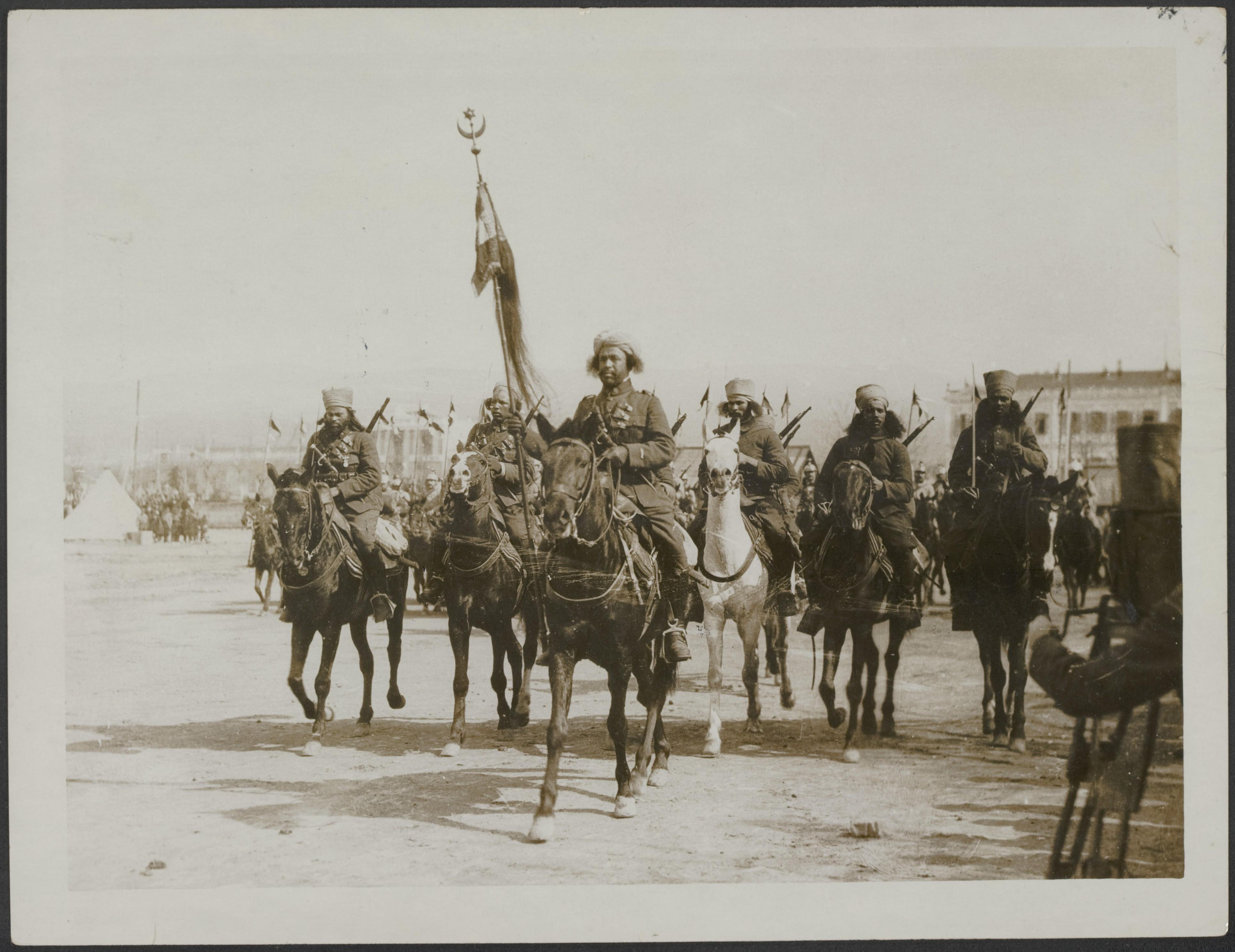
Revue du régiment de Spahis marocains par le général Sarrail en présence de monsieur Venizélos (5 mars 1917).

Au début de l'année 1917, le RMSM est envoyé sur le front d'Orient où il combat brièvement les royalistes grecs à Larissa, s'emparant de haute lutte du drapeau du 1er régiment d'Evzones.
Engagé dans les Balkans au sein de la brigade de cavalerie du général Jouinot-Gambetta, aux côtés des 1er et  4e régiment de chasseurs d'Afrique (RCA), le RMSM se couvre de gloire au cours de nombreux combats dont le plus fameux demeure le fait d'armes de la prise d'Uskub - l'actuelle Skopje - le 29 septembre 1918.

#### Composition du régiment
Fin 1917, le RMSM compte environ un millier d'hommes, dont 75 % de Marocains et 25 % d'Européens :
- 5 escadrons actifs de 175 hommes armés du mousqueton Berthier modèle 1892 de 8mm. Chaque escadron possède 8 fusils-mitrailleurs Chauchat modèle 1915.
- une compagnie de mitrailleuses. Les 8 mitrailleuses sont des Hotchkiss modèle 1914.
- un peloton de canons de 37 mm modèle 1916 TRP.

Entre 1917 et 1919, le RMSM fait partie de la brigade de cavalerie du général Jouinot-Gambetta: 
- Régiment de marche de spahis marocains (RMSM)  commandé par le lieutenant-colonels Dupertuis puis Guéspereau
- 1er régiment de chasseurs d'Afrique (1er RCA) commandé par le lieutenant-colonel Bournazel
- 4e régiment de chasseurs d'Afrique (4e RCA) commandé par le  lieutenant-colonel Labauve

#### Pertes
Durant la Première Guerre mondiale, les Spahis du RMSM ont eu 141 tués (13 officiers, 15 sous-officiers et 113 gradés et spahis) dont 40 Européens et 101 Marocains pour un effectif moyen d'environ un millier d'hommes.

### Entre-deux-guerres

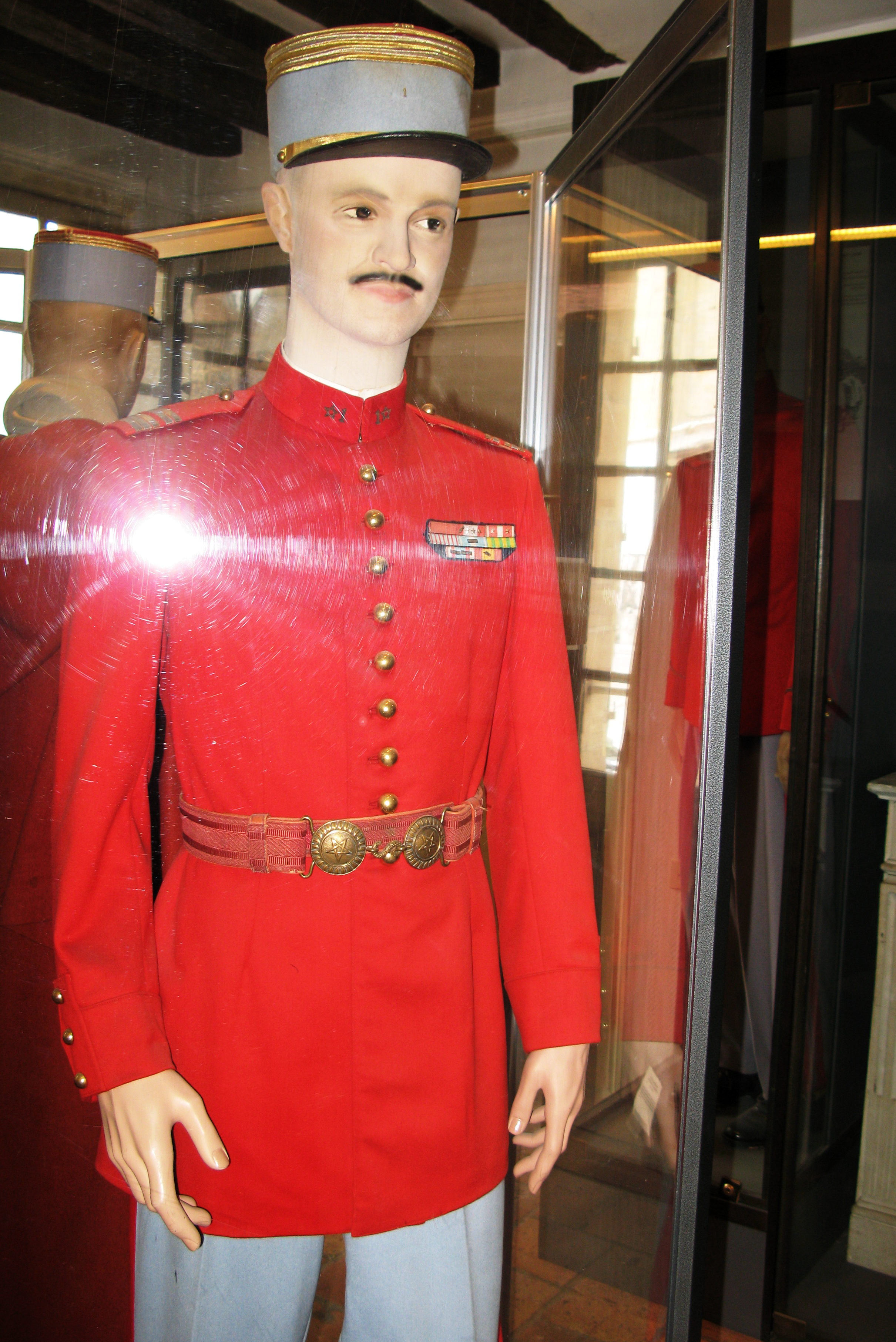
Uniforme modèle 1931 d'un lieutenant-colonel du 1er RSM.

Il est ensuite mis à la disposition de l'armée serbe (en) et continue donc à combattre après l'armistice du 11 novembre, contre les Prussiens de von Marckensen puis contre les mouvements révolutionnaires communistes hongrois et roumains[réf. souhaitée]. Le RMSM fait ensuite partie des troupes d'occupation en Bulgarie puis en Thrace occidentale.
En mai 1920, le régiment de marche de spahis marocains rejoint Constantinople, puis Beyrouth en juin 1920, sauf le 3e escadron qui reste en Turquie comme unité de cavalerie de la division d'infanterie de marche d'Orient.
En juillet 1920 il devient le 1er régiment de marche spahis marocains (1er RMSM). Il reçoit son premier étendard en 1920 à Beyrouth et combat durement dans le cadre des différentes colonnes de pacification.
En janvier 1921, il devient le 21e régiment de spahis marocains (21e RSM) puis finalement, en janvier 1929, le 1er régiment de spahis marocains (1er RSM). À partir de 1925, la portion centrale est à Alep et un escadron à Beyrouth. Les escadrons du 1er RSM sont périodiquement échangés avec les escadrons du 2e RSM en garnison à Marrakech.

### Seconde Guerre mondiale

#### En Syrie

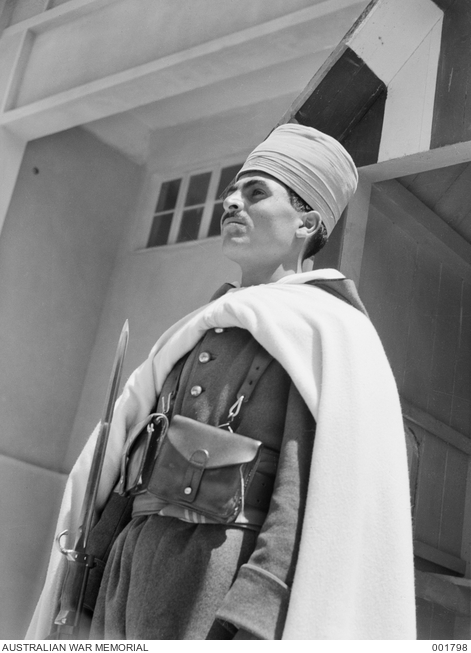
Spahi du 1er RSM montant la garde en mai 1940.

En 1939, le 1er RSM met sur pied 2 groupes de reconnaissance de division d'infanterie (GRDI) : 
- le 191e GRDI  à Alep
- le 192e GRDI à Damas

Le 1er juillet 1940, 38 Spahis à cheval d'un escadron du 1er RSM, commandé par le capitaine Paul Jourdier rejoignent la France libre en Égypte et continuent le combat en Érythrée puis en Syrie contre les forces restées fidèles au maréchal Pétain.  C'est le chef d'escadrons Jourdier qui accueille, à Irbid, le 22 mai 1941, le colonel Philibert Collet et ses hommes du groupement tcherkesse qui rallient la France libre. Ce premier escadron donne ensuite naissance au 1er régiment de marche de spahis marocains le 25 septembre 1942.
Pendant ce temps, le 1er RSM a combattu lui aussi en Syrie mais du côté des forces du régime de Vichy. Replié en France puis au Maroc, il combat contre les Américains lors de leur débarquement en Afrique du Nord.

#### Libération
Après le ralliement des régiments de l'armée d'Afrique aux Alliés, le régiment fait partie de la nouvelle armée de la Libération et doit devenir un régiment de chasseurs de chars. 
Le 1er RSM débarque en octobre 1944 à Marseille et Toulon. Les 760 militaires du régiment, majoritairement pieds-noirs, sont théoriquement équipé de blindés américains mais ils n'en recevront qu'au printemps 1945. 
Ce n'est qu'en avril 1945 qu'il sera employé au combat pour la reconquête de la poche de Royan. Après l'armistice du 8 mai 1945, le 1er RSM est en garnison à Pontoise puis à Tours. Il est finalement dissous en décembre 1945 et transformé en 8e régiment de dragons.

### De 1945 à nos jours
Le régiment est reconstitué en 1947, à partir du 1er régiment de marche de spahis marocains, puis il change d’appellation en 1956 pour celle de 21e régiment de spahis. Le 21e RS rejoint la garnison de Sedan où il est transformé en 12e régiment de chasseurs. Le 22e régiment de spahis à Spire (Forces françaises en Allemagne) change d'appellation pour celle de 21e régiment de spahis. En 1965, le 21e RS devient 1er régiment de spahis.

## Traditions

### Étendard du régiment

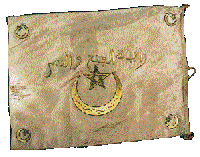
Fanion du 1er Régiment de marche de spahis marocains (1918).

#### Décorations françaises
- Croix de guerre 1914-1918 avec cinq palmes
- Croix de guerre des TOE avec trois palmes

#### Décorations marocaines
- Mérite militaire chérifien

#### Décorations serbes
- Ordre de l'Étoile de Karageorge du 4e rang avec glaives
- Médaille militaire serbe (sh) avec une citation à l'ordre de l'armée

#### Décorations roumaines
- Ordre de Michel le Brave

#### Inscriptions
Il porte, cousues en lettres d'or dans ses plis, les inscriptions suivantes :
- La Marne 1914
- Pogradec 1917
- Skumbi 1917
- Bofnia 1918
- Uskub 1918
- Danube 1918
- Levant 1920-1927

Il a le droit au port de la fourragère aux couleurs du ruban de la croix de la Médaille militaire

### Insignes

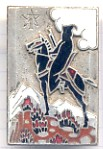
Insigne de 1939

- Créé en 1939 par le colonel Bastien, reproduction d'un dessin de l'illustrateur Pierre Brissaud, l'insigne dont le modèle initial a été réalisé par Drago est en métal argenté et émaillé : cavalier berbère et cheval noirs, nuage blanc, montagne de l'Atlas aux sommets blancs, sol brun translucide, touffes d'herbes noir opaque et rouge translucide. Cet insigne n'a pas été homologué.
- Un second insigne est réalisé à Alep en juillet 1940, probablement une reprise de l'insigne du 191e GRDI : une étoile verte, inscrite dans un croissant, chargée d'un spahis monté sur un cheval blanc. Sur le croissant est peinte en rouge l'inscription 1er RSM[7].

## Personnalités ayant servi au sein du régiment
- Marc Martin-Siegfried (1911-1990), Compagnon de la Libération.
- Martin Touzeau (1919-2006), Compagnon de la Libération.

## Sources et bibliographie
- Général Jouinot-Gambetta, Uskub ou le rôle de la Cavalerie d'Afrique dans la victoire, Berger-Levrault, 1920, Préface d'Aristide Briand
- Thierry Moné et Mary Moné, Du burnous rouge au burnous bleu : les Spahis du 1er Marocains dans la Grande guerre, Panazol, Lavauzelle, 2004, 205 p. (ISBN 978-2-702-51194-7)
- Anonyme, Historique du 1er régiment de spahis pendant la campagne 1914-1918 (contre l'Allemagne, Maroc, Syrie Palestine), Paris, Charles Lavauzelle, 1921, 42 p. (lire en ligne).
- Général Edmond Guespereau,  « Le rôle de la cavalerie dans l'offensive d'Orient (septembre 1918) » in L'Armée d'Orient vue à 15 ans de distance, Revue des Balkans, 1932